# 1652
1652 (MDCLII) fue un año bisiesto comenzado en lunes, según el calendario gregoriano.

## Acontecimientos
- 1 de enero: el físico Johann Lorenz Bausch funda la Academia Naturae Curiosorum.
- 7 de abril: en Sudáfrica, colonos neerlandeses fundan la aldea de Ciudad del Cabo.
- 18 de mayo: Rhode Island es la primera colonia de los Estados Unidos que prohíbe la esclavitud.[1]
- 21 de mayo: Mazarino durante las rebeliones de la Fronda ratifica el Edicto de Nantes.
- 29 de mayo: la primera batalla de la primera guerra anglo-neerlandesa.
- 8 de octubre: batalla naval en el Estuario del Támesis.
- 8 de septiembre: aparición de Nuestra señora de Coromoto en la ciudad de Guanare
- En la Siberia rusa se funda la aldea de Irkutsk.

## Nacimientos
- 3 de marzo: Thomas Otway, dramaturgo británico (f. 1685).
- 21 de abril: Michel Rolle, matemático francés (f. 1719).
- 4 de septiembre: Jean Orry, economista y político francés (f. 1719).

## Fallecimientos
- 17 de febrero: Gregorio Allegri, compositor barroco italiano (n. 1582).
- 2 de junio: Íñigo Jones, arquitecto y escenógrafo británico (n. 1573).
- 2 de septiembre: José de Ribera, pintor español (n. 1591).
- Miguel Cejudo, humanista, fraile anticlerical y poeta español (n. 1578).